# Jílové u Držkova
Jílové u Držkova település Csehországban, Jablonec nad Nisou-i járásban. Jílové u Držkova Vlastiboř, Radčice, Držkov és Železný Brod településekkel határos. Lakosainak száma 239 fő (2024. január 1.).

## Népesség
A település lakosságának változását az alábbi diagram mutatja:
| Lakosok száma | 538  | 625  | 585  | 392  | 260  | 202  | 214  | 215  | 224  | 239  |
|               | 1869 | 1890 | 1921 | 1950 | 1980 | 2001 | 2017 | 2019 | 2022 | 2024 |